# Kněžice (Jablonné v Podještědí)
Kněžice (německy Groß Herrndorf) je vesnice, část města Jablonné v Podještědí v okrese Liberec. Nachází se asi tři kilometry severně od Jablonného v Podještědí. Prochází zde silnice II/270. Kněžice leží v katastrálním území Kněžice v Lužických horách o rozloze 5,62 km².

## Historie
První písemná zmínka o vesnici pochází z roku 1391. V rámci integrace obcí v roce 1980 byly Kněžice připojeny k městečku Jablonné v Podještědí. Spolu s ním byly z okresu České Lípa k 1. lednu 2007 přesunuty do dopravně lépe dostupného okresu Liberec.

## Pamětihodnosti
- Tobiášova borovice